# Panamas fodboldforbund
Panamanian Football Federation (spansk: Federación Panameña de Fútbol) er det styrende organ for fodbold i Panama. Det organiserer Panamas fodboldlandshold. Panama blev medlem af CONCACAF i 1961.